# Parallaxenausgleich
Der Parallaxenausgleich ist bei Sucherkameras notwendig, um eine bessere Übereinstimmung des im Sucher gezeigten Bildausschnitts mit dem tatsächlich vom Objektiv auf den Film projizierten Bild zu erreichen.
Die sog. Parallaxe entsteht dadurch, dass bei der Sucherkamera, aber auch bei zweiäugigen Spiegelreflexkameras, das im Sucher angezeigte Bild nicht aus dem Strahlengang des bildgebenden Objektives reflektiert (Spiegelreflexkamera) wird, sondern von einer eigenen Optik, die parallel versetzt zum Aufnahmeobjektiv angeordnet ist, projiziert wird. Der resultierende Effekt ist vor allem ein „verschobener“ Bildausschnitt. Ebenfalls zeigt das Sucherbild eine andere Perspektive (Dieser Effekt ist aber unter normalen Aufnahmebedingungen sehr klein und in der Fotografie von geringer Bedeutung). Der Parallaxeneffekt ist umso größer, je geringer der Abstand der Kamera zum Objekt ist.
Der Parallaxenausgleich versucht diesen Effekt zum Beispiel durch Verdrehen des Suchers oder Verschieben der Bildbegrenzungsmarken im Sucher zu verringern. Typische Beispiele von Kameras mit Parallaxenausgleich sind die Leica-M Kameras. Die Parallaxenausgleich ist abhängig von der verwendeten Brennweite und der eingestellten Entfernung. Bei zweiäugigen Spiegelreflexkameras ist typischerweise kein Parallaxenausgleich vorhanden. Allerdings kann hier bei Verwendung von Nahlinsen ein Ausgleich durch den Einsatz eines Prismas vor dem Sucherobjektiv erreicht werden.
Der Parallaxenausgleich kann den Unterschied zwischen Sucherbild und Foto nur minimieren. Ein vollständiger Ausgleich ist geometrisch unmöglich (bzw. nur für die Bildgrenzen erreichbar bei weiterhin verzerrter Perspektive). Bereits die exakte Korrektur des Bildausschnitts ist sehr aufwendig. Bei einfachen Kameras mit Leuchtrahmensucher wird deshalb meist nur eine zusätzliche Markierung für den Bildausschnitt bei kürzester Entfernungseinstellung angebracht.
Höherwertige Zielfernrohre verfügen über Vorrichtungen zur Einstellung des Parallaxenausgleiches.